# Crispin Glover
Pour les articles homonymes, voir Glover.
Crispin Glover est un acteur, réalisateur, scénariste et producteur américain, né le 20 avril 1964 à New York (État de New York).

## Biographie
Fils de l'acteur Bruce Glover, Crispin Glover est surtout connu pour avoir incarné George McFly dans le premier film de la trilogie Retour vers le futur. Réclamant 1 million de dollars pour tourner la suite, il est remplacé par la production. Il reçoit pourtant 760 000 dollars à la suite d'un procès intenté au studio pour avoir, sans son accord, non seulement réutilisé des images du premier film, mais également avoir grimé et utilisé des prothèses pour donner à l'acteur le remplaçant une apparence aussi proche que possible de la sienne, tentant de faire croire au public qu'il n'y avait pas eu de changement d'acteur.
Il est également apparu sous les traits d'Andy Warhol dans The Doors d'Oliver Stone et a joué l'assassin excentrique connu sous le nom du « Sac d'Os » dans la comédie d'espionnage Charlie et ses drôles de dames de McG et sa suite Charlie's Angels : Les Anges se déchaînent !.

## Filmographie

### Cinéma
- 1983 : L'Eté du bac (My Tutor) de George Bowers : Jack
- 1984 : Les Moissons du printemps (Racing with the Moon) de Richard Benjamin : Gatsby Boy
- 1984 : Vendredi 13 : Chapitre final (Friday the 13th: The Final Chapter) de Joseph Zito : Jimmy Mortimer
- 1984 : Ras les profs ! (Teachers) d'Arthur Hiller : Danny Reese
- 1985 : The Orkly Kid de Trent Harris (court métrage) : Larry Hoff
- 1985 : Retour vers le futur (Back to the Future) de Robert Zemeckis : George McFly
- 1986 : Comme un chien enragé (At Close Range) de James Foley : Lucas
- 1986 : Le Fleuve de la mort (River's Edge) de Tim Hunter : Layne
- 1989 : La Famille Cleveland (Twister) de Michael Almereyda : Howard Cleveland dit Howdy
- 1989 : Retour vers le futur 2 (Back to the Future Part II) de Robert Zemeckis : George McFly (image d'archives)

- 1990 : Tout pour réussir (Where the Heart Is) de John Boorman : Lionel
- 1990 : Sailor et Lula (Wild at Heart) de David Lynch : Cousin Dell
- 1991 : Rubin et Ed (Rubin and Ed) de Trent Harris : Rubin Farr
- 1991 : Little Noises (en) de Jane Spencer : Joey Kremple
- 1991 : Ferdydurke de Jerzy Skolimowski : Mintus
- 1991 : The Doors (The Doors) d'Oliver Stone : Andy Warhol
- 1993 : Even Cowgirls Get the Blues de Gus Van Sant : Howard Barth
- 1993 : Gilbert Grape (What's Eating Gilbert Grape) de Lasse Hallström : Bobby McBurney
- 1994 : L'Escorte infernale (Chasers) de Dennis Hopper : Howard Finster
- 1995 : Dead Man de Jim Jarmusch : le chauffeur du train
- 1996 : Larry Flynt (The People vs. Larry Flynt) de Milos Forman : Arlo

- 2000 : Nurse Betty de Neil LaBute : Roy Ostery
- 2000 : Charlie et ses drôles de dames (Charlie's Angels) de McG : L'«effroyable sac d'os»
- 2001 : Bartleby de Jonathan Parker : Bartleby
- 2001 : Fast Sofa (de) de Salomé Breziner : Jules Langdon
- 2002 : Crime and Punishment de Menahem Golan : Rodion Raskolnikov
- 2002 : Magic Baskets (Like Mike) de John Schultz : Stan Bittleman
- 2003 : Willard de Glen Morgan : Willard Stiles
- 2003 : Charlie's Angels : Les Anges se déchaînent ! (Charlie's Angels: Full Throttle) de McG : L'«effroyable sac d'os»
- 2004 : Incident au Loch Ness (Incident at Loch Ness) de Zak Penn : invité à la réception
- 2005 : What Is It? (en) de lui-même : Dueling Demi-God Auteur
- 2005 : Sexy à mort (Drop Dead Sexy) de Michael Philip : Eddie
- 2006 : Evil Twins (Simon Says) de William Dear : Simon / Stanley
- 2006 : Les Rebelles de la forêt (Open Season) de Jill Culton, Roger Allers et Anthony Stacchi : Fifi (voix)
- 2007 : Big Movie de Jason Friedberg et Aaron Seltzer : Willy
- 2007 : La Légende de Beowulf (Beowulf) de Robert Zemeckis : Grendel
- 2007 : Le Sorcier macabre (The Wizard of Gore) de Jeremy Kasten : Montag
- 2008 : Freezer Burn: The Invasion of Laxdale de Grant Harvey : Viergacht
- 2008 : Les Rebelles de la forêt 2 (Open Season 2) de Matthew O'Callaghan et Todd Wilderman : Fifi (voix)
- 2009 : Numéro 9 (9) de Shane Acker : 6 (voix)
- 2009 : The Donner Party de Terrence Martin : William Foster

- 2010 : Alice au pays des merveilles (Alice in Wonderland) de Tim Burton : Le Valet de Cœurs
- 2010 : La Machine à démonter le temps (Hot Tub Time Machine) de Steve Pink : Phil
- 2010 : Mr. Nice de Bernard Rose : Ernie Combs
- 2010 : Les Rebelles de la forêt 3 (Open Season 3) de Cody Cameron : Fifi (voix)
- 2013 : Freaky Deaky de Charles Matthau : Woody Ricks
- 2014 : The Bag Man de David Grovic : Ned
- 2015 : Hiszpanka de Lukasz Barczyk : Dr. Abuse
- 2015 : Aimy in a Cage de Hooroo Jackson : Claude Bohringer
- 2018 : Les As de l'arnaque (The Con Is On) de James Oakley : Gabriel Anderson
- 2019 : Nous avons toujours vécu au château (We Have Always Lived in the Castle) de Stacie Passon et Mark Kruger : Julian Blackwood
- 2019 : Lucky Day de Roger Avary : Luc
- 2020 : Smiley Face Killers de Tim Hunter : figure à capuche
- 2024 : Mr. K de Tallulah H. Schwab : Mr. K

### Télévision

#### Téléfilms
- 1981 : Best of Times de Don Mischer
- 1983 : The Kid with the 200 I.Q. de Leslie H. Martinson : le nouvel étudiant
- 1984 : Drôle de collège (High School U.S.A.) de Jack Bender : Archie Feld

#### Séries télévisées
- 1983 : Happy Days : Roach (saison 11, épisode 7)
- 2017-2021 : American Gods : Mister World (19 épisodes)
- 2022 : Le Cabinet de curiosités de Guillermo del Toro (Guillermo del Toro's Cabinet of Curiosities) : Richard Upton Pickman (1 épisode)

## Distinctions

### Récompenses

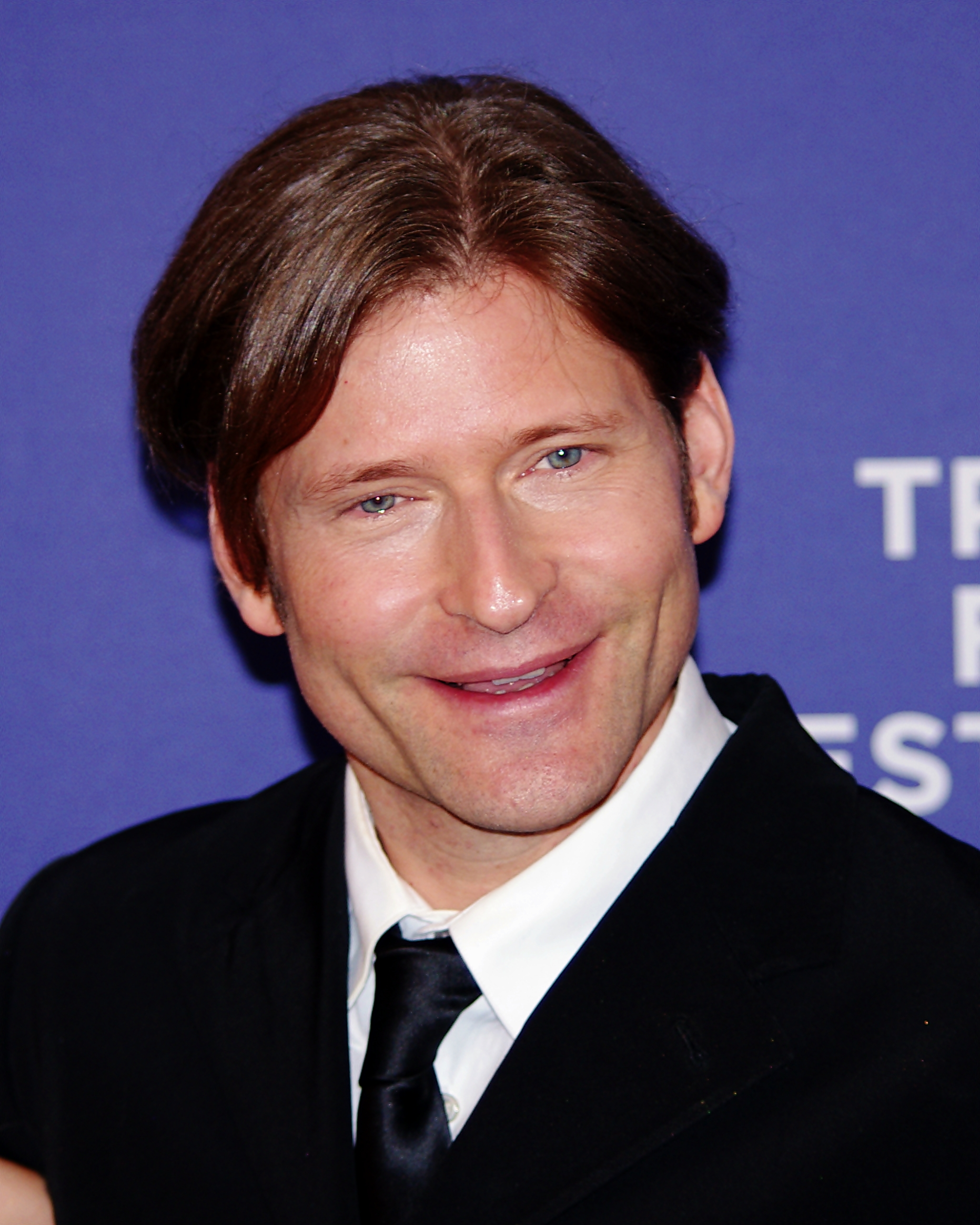
Crispin Glover en 2012.

- Fangoria Chainsaw Awards 2004 : 3e place comme meilleur acteur pour Willard
- Festival du film d'Ann Arbor 2005 : prix du Jury  pour What Is It?
- Festival de Sitges 2006 : Jove Jury Award  pour What Is It?
- Festival de Sitges 2007 : mention spéciale au New Visions Award  pour It Is Fine! Everything Is Fine

### Nominations
- Saturn Awards 1986 : Meilleur acteur pour Retour vers le futur
- Saturn Awards 2004 : Meilleur acteur pour Willard

## Voix francophones
En version française, Crispin Glover est doublé par Dominique Collignon-Maurin dans Retour vers le futur, Jean-Pierre Leroux dans Sailor et Lula, William Coryn dans Tout pour réussir, Philippe Peythieu dans The Doors, Éric Legrand dans Gilbert Grape, Jean-François Vlérick dans Even Cowgirls Get the Blues, Arnaud Arbessier dans Dead Man, Éric Métayer dans Larry Flynt, Cyrille Monge dans Nurse Betty, Laurent Natrella dans Willard, Fabien Jacquelin dans Sexy à mort, Jean-Philippe Puymartin dans La Légende de Beowulf, Xavier Béja dans Alice au pays des merveilles, Guillaume Lebon dans American Gods.
Ces dernières années, Yann Guillemot l'a doublé à deux reprises dans Lucky Day et Le Cabinet de curiosités de Guillermo del Toro.